# Zubowa Polana
Zubowa Poliana (ros. Зубова Поляна, moksza Зубу) – osiedle typu miejskiego w środkowej Rosji, na terenie wchodzącej w skład tego kraju Republiki Mordowii, we wschodniej Europie. Stolica rejonu zubowopolańskiego.
Miejscowość liczy 10 332 mieszkańców (1 stycznia 2005 r.).
Znajduje się tutaj stacja kolejowa Zubowa Polana, położona na linii Moskwa – Riazań – Samara.